# Velyka Lepetycha
Velyka Lepetycha (ukrajinsky Велика Лепетиха, rusky Великая Лепетиха – Velikaja Lepeticha) je sídlo městského typu v Chersonské oblasti na Ukrajině. K roku 2017 v ní žilo přes osm tisíc obyvatel.

## Poloha
Velyka Lepetycha leží na levém břehu Kachovské přehrady na Dněpru. Je vzdálena zhruba 75 kilometrů severovýchodně od Nové Kachovky, správního střediska rajónu, a přibližně 150 kilometrů severovýchodně od Chersonu, správního střediska oblasti.

## Dějiny
Obec byla založena v roce 1792. V roce 1923 se stala správním střediskem Velykolepetyšského rajónu (ten byl do Kachovského sloučen v roce 2020). Za druhé světové války byla obec od 16. září 1941 do 8. února 1944 obsazena německou armádou. Od roku 1956 má status sídla městského typu.

### Rodáci
- Vladimir Davidovič Baranov–Rossiné (1888–1944), avantgardní umělec